# Brachyglenis ecuadorensis
Brachyglenis ecuadorensis är en fjärilsart som beskrevs av Percy I. Lathy 1932. Brachyglenis ecuadorensis ingår i släktet Brachyglenis och familjen Riodinidae. Inga underarter finns listade i Catalogue of Life.